# Вельке Леваре
Вельке Леваре (словац. Veľké Leváre) — село, громада округу Малацки, Братиславський край, південно-західна Словаччина, регіон Загоріє. Кадастрова площа громади — 26,45 км².
Населення 3612 осіб (станом на 31 грудня 2017 року).

## Географія
Протікають Малолеварський канал і Старий канал

## Історія
Вельке Леваре згадується в 1378 році.

## Населення
| Рік:            | 1994. | 2004.    | 2014.   | 2024.   |
| --------------- | ----- | -------- | ------- | ------- |
| Кількість осіб: | 3228  | 3554     | 3576    | 3762    |
| Різниця:        |       | +10,09 % | +0,61 % | +5,20 % |

| Рік:            | 2023. | 2024.   |
| --------------- | ----- | ------- |
| Кількість осіб: | 3751  | 3762    |
| Різниця:        |       | +0,29 % |